# Circuito urbano de Valencia
El Circuito urbano de Valencia fue un circuito de carreras urbano situado en la ciudad de Valencia (España), que acogió el Gran Premio de Europa de Fórmula 1 de 2008 a 2012, en compañía de la GP2 Series. El primer Gran Premio de Europa en la ciudad se disputó el 24 de agosto de 2008, con victoria de Felipe Massa. El Open Internacional de GT y la Fórmula 3 Española también visitaron el circuito ese año.
El circuito se empezó a construir en octubre de 2007 y tenía una longitud de 5473 metros, con 25 curvas, 11 a la izquierda y 14 a la derecha.
Estaba previsto que el circuito estuviese operativo al menos hasta 2015, sin embargo, la crisis económica global, especialmente acusada en España y en la Comunidad Valenciana en particular, obligaron a abandonar el circuito en 2012.
La última carrera de Fórmula 1 en Valencia se celebró el 24 de junio de 2012, con victoria de Fernando Alonso. El 20 de agosto de 2013 expiró oficialmente la licencia que autorizaba a correr allí carreras de coches y, desde entonces, el circuito está clausurado y abandonado.

## El circuito

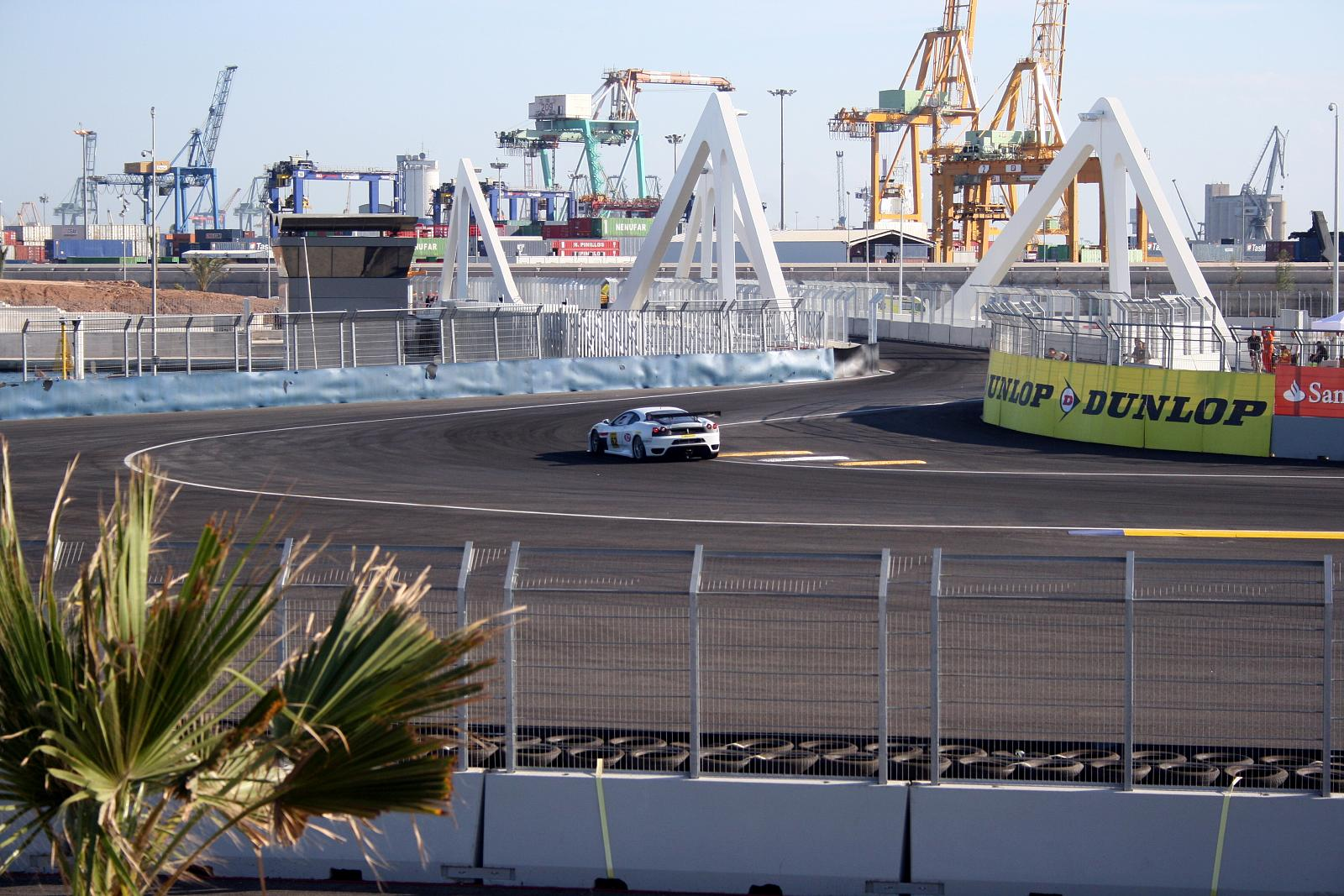
El puente

El circuito urbano de Valencia transcurría por la zona del Grao, rodeaba la dársena interior del puerto de la ciudad y por la nueva reordenación urbana del barrio del Grao, que iba a ser construido entre las vías del ferrocarril, el antiguo cauce del Turia y el puerto.
La media de anchura del circuito era de 14 metros. Los boxes y la recta de meta se encontraban en el tinglado número 4 del puerto.
El trazado del circuito seguía rodeando la dársena en sentido de las agujas del reloj por el vial perimetral hasta llegar a la "Grúa Cabria" donde se acercaba al cantil del puerto. El trazado, a continuación, atravesaba el paseo del Foredeck lleno de palmeras para pasar a la explanada previa a la Marina Norte; allí, con unas cuantas curvas "lentas" se acercaban perpendicularmente al canal de acceso a la dársena para cruzarlo a través de un puente giratorio.
Una vez por la Marina Sur, el trazado discurría cerca del muelle siguiendo la curva que este describe, para adentrarse por donde se encontraba originalmente el puente levadizo, posteriormente desplazado y reconvertido a giratorio, ya pegado al muro que separa la marina de ocio del puerto comercial.

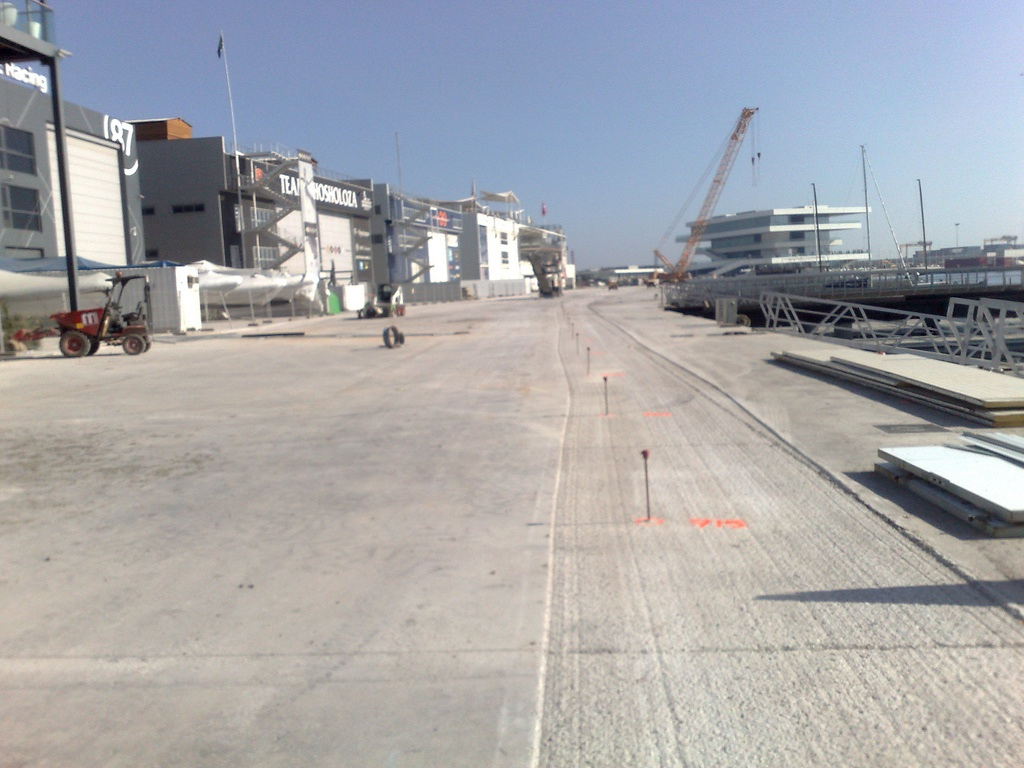
La pista en construcción

Tras pasar junto a la lonja de pescadores el trazado se alejaba de la dársena por la puerta de Astilleros, enfilando directo hacia el puente del mismo nombre, pero antes de llegar a  él, giraba a la derecha 90° para adentrarse en la nueva zona urbana del Grao, cuyas obras de construcción se encuentran paradas a día de hoy. Aquí, el trazado bordeaba el antiguo cauce del río Turia hasta llegar a la vía del ferrocarril, donde con una curva en horquilla que pasaba junto al cementerio del Grao y se dirigía hacia el norte a buscar la prolongación de la avenida de Francia.
Al llegar a esta nueva avenida discurría por su calzada derecha, cruzaba la glorieta que en el futuro servirá de unión de este barrio con el de Moreras, y transitaba por un juego de curvas en "S" que sorteaba algunos edificios todavía en uso existentes por la zona. Finalmente, pasaba la avenida Ingeniero Manuel Soto y con un giro a izquierdas entraba de nuevo en la recta de salida, ya dentro del puerto y cerca de la dársena.
Los boxes estaban situados en paralelo a la pista, de forma que su retorno se producía a 680 metros pasada la línea de meta.

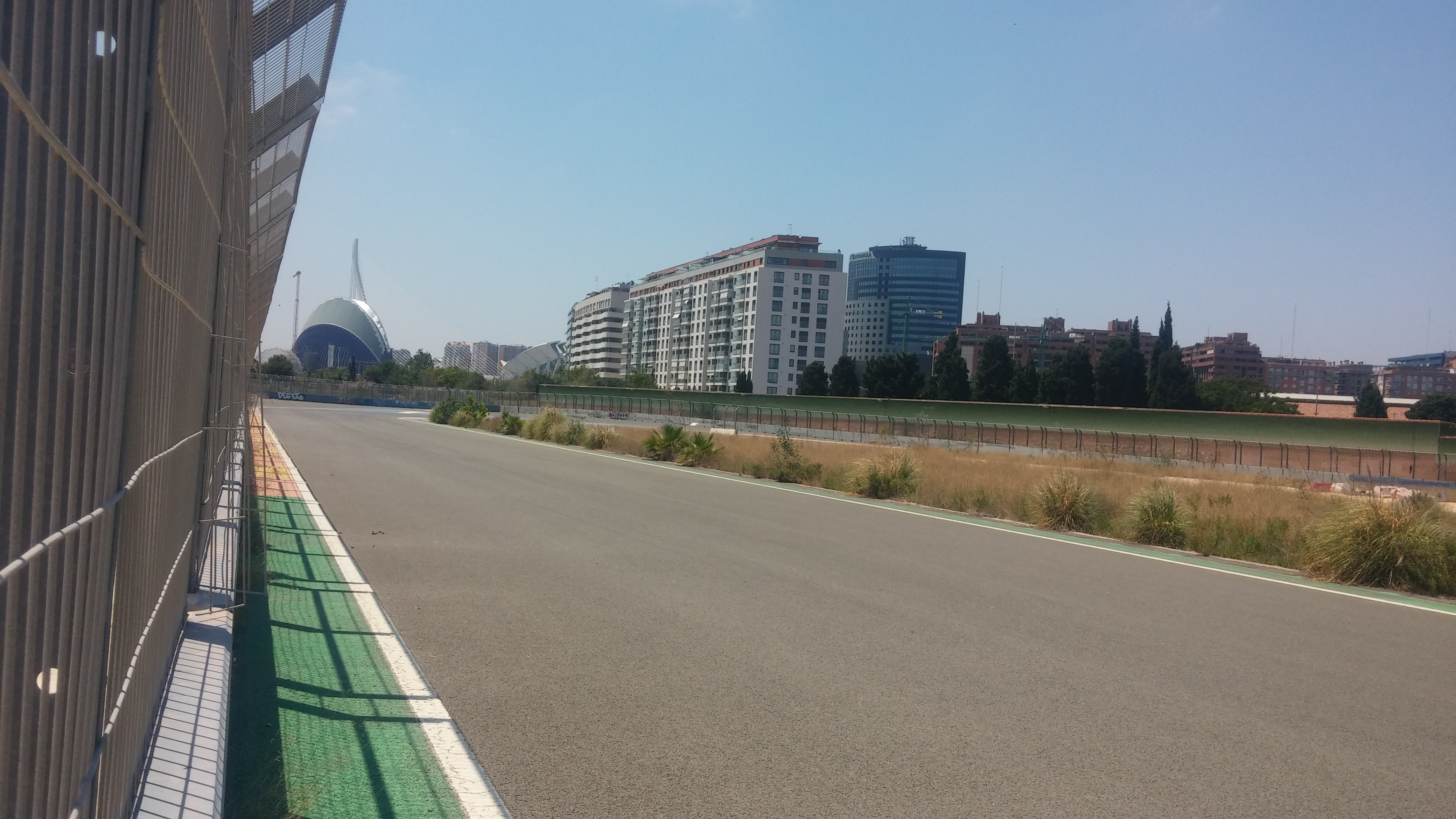
El Circuito Urbano de Valencia en estado de abandono, 2018

## Características
- Longitud total de la pista: 5473,5 metros
- Tiempo récord de vuelta: 1:38.683, Timo Glock (Vuelta rápida de la carrera de 2009)
- Velocidad máxima: 316,4 km/h, Sebastian Vettel
- Velocidad mínima estimada: 95,2 km/h
- Velocidad media: 197.637 km/h
- Longitud de la calle de boxes: 657 metros
- Longitud de las vías de servicio: 3824 metros
- Longitud de las vías de servicio a privados: 1828 metros
- Ancho mínimo en la recta de meta: 15 metros
- Ancho mínimo resto de la pista: 12 metros
- Número de curvas: 25
  - Curvas a izquierda: 11
  - Curvas a derecha: 14

## Ganadores

### Fórmula 1
| Año  | Piloto             | Constructor      | Fecha        | Resultados |
| ---- | ------------------ | ---------------- | ------------ | ---------- |
| 2008 | Felipe Massa       | Ferrari          | 24 de agosto | Resultados |
| 2009 | Rubens Barrichello | Brawn-Mercedes   | 23 de agosto | Resultados |
| 2010 | Sebastian Vettel   | Red Bull-Renault | 27 de junio  | Resultados |
| 2011 | Sebastian Vettel   | Red Bull-Renault | 26 de junio  | Resultados |
| 2012 | Fernando Alonso    | Ferrari          | 24 de junio  | Resultados |

## Coste
En diciembre de 2015, la Consejería de Vivienda, Obras Públicas y Vertebración de la Generalidad Valenciana entregó a la Fiscalía del Tribunal Superior de Justicia de la Comunidad Valenciana la documentación que valoraba el coste para las arcas públicas del circuito. En aquel momento se valoraba el coste en 98 133 467 euros, a las que había que añadir otros 32,5 millones que se destinaron al rescate de la empresa Valmor Sports. De los 98,1 millones, 1,1 correspondían a costes del circuito después de que se dejara de utilizar como tal (quinientos mil euros de gastos financieros y seiscientos mil en vigilancia de las instalaciones).
La empresa Valmor se constituyó con la finalidad de soslayar la legislación de contrataciones públicas. La empresa estaba avalada por el gobierno regional y a la postre hubo de ser adquirida entre diciembre de 2011 y marzo de 2012 por la Generalitat por un importe teórico de 0,99 euros, pero que en la práctica supuso la asunción de la deuda de más de treinta millones.